# Donaldas Kairys
Donaldas Kairys,  (nacido el 6 de marzo de 1977 en Šilutė, Lituania)  es un  exjugador de baloncesto y entrenador lituano. Con 1.91 de estatura, su puesto natural en la cancha era el de base. Actualmente dirige al BC Juventus de la Lietuvos Krepšinio Lyga.

## Trayectoria como jugador
- Warren Wilson College (1996-1997)
- BC Šilutė (1997-1998)

## Trayectoria como entrenador
- Khimki (Asistente) (2005–2006)
- Lietuvos Rytas (Asistente) (2006)
- Selección de baloncesto de Lituania (Asistente) (2006-2010)
- PBC CSKA Moscú (Asistente) (2007–2008)
- ASK Riga (2008–2009)
- Lokomotiv Kuban (Asistente) (2011)
- Dnipro-Azot (2011–2012)
- Dnipro-Azot (Asistente) (2012–2013)
- Tsmoki-Minsk (2013–2014)
- Czarni Słupsk (2014–2016)
- Kalev/Cramo (2017-2019)
- Olympiacos (Asistente) (2019-2020)
- Avtodor Saratov (2020)[1]
- Lietuvos Rytas (2020–2021)[2][3]
- Hapoel Jerusalem B.C. (Asistente) (2021-2022)
- BC Juventus (2022-)